# Мойкі
Мойкі (пол. Mojki) — село в Польщі, у гміні Кобилін-Божими Високомазовецького повіту Підляського воєводства.
Населення — 38 осіб (2011).
У 1975-1998 роках село належало до Ломжинського воєводства.

## Демографія
Демографічна структура станом на 31 березня 2011 року:
|          | Загалом | Допрацездатний вік | Працездатний вік | Постпрацездатний вік |
| -------- | ------- | ------------------ | ---------------- | -------------------- |
| Чоловіки | 19      | 3                  | 11               | 5                    |
| Жінки    | 19      | 4                  | 7                | 8                    |
| Разом    | 38      | 7                  | 18               | 13                   |